# IC 4011
IC 4011  ist eine elliptische Galaxie vom Hubble-Typ E im Sternbild Haar der Berenike am Nordsternhimmel. Sie ist schätzungsweise 326 Millionen Lichtjahre von der Milchstraße entfernt und hat einen Scheibendurchmesser von etwa 50.000 Lj. Die Galaxie ist Mitglied der NGC-4889-Gruppe.
Das Objekt wurde am 22. April 1895 von Hermann Kobold entdeckt.